# 후카촌
후카촌(富家村)은 오카야마현 가와카미군에 있던 촌이다. 현재의 다카하시시에 해당한다.

## 역사
- 1889년 6월 1일 - 정촌제 시행에 의해 가와카미군 후카촌이 발족하였다.
- 1956년 9월 30일 - 히라카와촌, 유노촌과 합병해 빗추정이 되었다.
- 2004년 10월 1일 - 다카하시시, 가와카미군 나리와정, 가와카미정, 빗추정과 대등 합병에 의해 신・다카하시시가 되었다.